# Далтон – Канберра/Хоскінстаун – Канберра
Далтон — Канберра/Хоскінстаун — Канберра — газопроводи, що забезпечують живлення споживачів австралійської столиці Канберри.
У 1981 році до Канберри подали блакитне паливо за допомогою відгалуження від системи Мумба — Сідней, яка транспортує продукцію родовищ розташованого в Центральній Австралії басейну Купер. Це відгалуження починається в районі Далтону, має довжину 59 кілометрів та виконане в діаметрі 250 мм. Воно розраховане на операційний тиск у 6,2 МПа, що дозволяє отримати пропускну здатність у 1,2 млн м3 на добу.
У 2002-му систему газопостачання столиці підсилили за допомогою відгалуження від трубопроводу Лонгфорд – Сідней, який постачає продукцію родовищ Бассової протоки. Для цього спорудили відгалуження, що починається в Хоскінстауні, має довжину 30 кілометрів, діаметр 250 мм та операційний тиск 14,9 МПа.